# Justicia idiogenes
Justicia idiogenes är en akantusväxtart som beskrevs av Emery Clarence Leonard. Justicia idiogenes ingår i släktet Justicia och familjen akantusväxter. Inga underarter finns listade i Catalogue of Life.